# Técnico Superior Deportivo
El título de Técnico Superior Deportivo es la titulación oficial de régimen especial obtenida tras cursar las enseñanzas deportivas de grado superior, que preparan al alumnado para la dirección de equipos y deportistas de alto rendimiento deportivo, y las funciones de entrenamiento en las distintas modalidades y especialidades deportivas.

## Características[1]

### Requisitos de acceso
Para acceder a estas enseñanzas, es necesario cumplir uno de los siguientes requisitos:
- Título de Bachillerato..
- Título de Técnico Deportivo de la especialidad deportiva.

Además de estas titulaciones, también se podrá exigir la superación de una prueba específica, de la modalidad o especialidad deportiva, o la acreditación de determinados méritos deportivos.
Las personas que no cumplan los requisitos académicos de acceso podrán realizar una prueba de madurez, siempre que tengan 19 años, o los cumplan durante el año natural del curso. También podrán acceder los que tengan 18 años y acrediten estar en posesión de un título de formación profesional de la familia de actividades físicas y deportivas.

### Salidas profesionales
El título de Técnico Superior deportivo permitirá acceder a:
- Estudios universitarios.
- Otros ciclos formativos de grado medio.
- Formación no reglada.

### Estructura
Las enseñanzas deportivas de grado superior se organizan en dos bloques: 
- El bloque común, que está formado por los módulos comunes de todas las especialidades o modalidades deportivas.
- El bloque específico, que está formado por los módulos específicos de la especialidad o modalidad escogida y el módulo de formación práctica.

## Modalidades deportivas[2]
- Judo y Defensa Personal.
- Karate
- Kickboxing.
- Vela.
- Hípica.
- Deportes de Montaña y Escalada.
- Deportes de Invierno.
- Fútbol y Fútbol Sala.
- Atletismo.
- Balonmano.
- Baloncesto
- Salvamento y Socorrismo.
- Voleibol
- Béisbol / Softbol
- Tenis
- Pádel
- Bádminton
- Luchas Olímpicas